# Diversidad sexual en Tailandia
Tailandia es considerado uno de los países asiáticos más respetuosos y con mayor aceptación de la diversidad sexual. El 18 de junio de 2024 se legalizó el matrimonio igualitario en todo el país. La actividad sexual entre personas del mismo sexo es legal en Tailandia desde 1956. Se calcula que alrededor del ocho por ciento de la población tailandesa, cinco millones de personas, se identifica como LGBT. No obstante las identidades de la comunidad LGBT occidental en ocasiones tienen difícil encaje con la experiencia autóctona debido a la multiplicidad de sexualidad y género socialmente aceptadas.
En 2013 el periódico Bangkok Post publicó que "si bien se considera a Tailandia como un refugio turístico para parejas del mismo sexo, la realidad para los locales es que la ley, y con frecuencia el sentimiento público, no es tan liberal". Un informe de 2014 de la Agencia de los Estados Unidos para el Desarrollo Internacional y el Programa de las Naciones Unidas para el Desarrollo señaló que las personas LGBT "aún enfrentan discriminación que afecta sus derechos sociales y oportunidades de empleo", y "enfrentan dificultades para obtener aceptación de la sexualidad no tradicional, aunque la autoridad de turismo ha estado promoviendo a Tailandia como un país gay ".
Los cambios en las actitudes y la política pública hacia los problemas LGBT comenzaron a ocurrir en Tailandia durante la década de 1990 y, en particular, en la primera parte del siglo XXI. En 2015 se promulgó una ley integral contra la discriminación que abarca la orientación sexual y la identidad de género por la que se prohíbe que cualquier organismo público aprobara leyes, regulaciones o decisiones que discriminaran por motivos de género.En 2017 Bangkok fue nombrada la segunda ciudad más gay-friendly en Asia después de Tel Aviv (Israel) debido a su escena de citas LGBT, vida nocturna, apertura y seguridad.

## Tom-Dee-Les
Tom-Dee son representaciones de lesbianismo particular dentro de la cultura tailandesa. Aún pidiendo ser definidas como lesbianas, estas evitan tal denominación debido a la connotación negativa occidental. Es un estilo de vida y un grupo cultural más que una identificación sexual. Aunque no es abiertamente aceptado al nivel político social, si tienen altos niveles de representación y visibilidad dentro del país, especialmente entre los Toms, con el Mr. Tom Act  y la revista, mientras que los Dees tienen la página web Lesla.

### Tom
Una mujer que se viste y habla con modismos masculinos, no queriendo representar la feminidad en absoluto, pero quienes siguen identificándose como mujeres. Tienden a usar el pelo corto y ropa a la moda.  Considerando que el país tiene historia LGBT, es relativamente nuevo, apareciendo en los años 70, estas adoptan toda categoría tradicional masculina, incluso ser un sugar daddy, sin ser considerado transexual. Existen dos subcategorías, Tom Gay (al que le gusta los tres tipos de mujeres) y Tom Gay King (Tom que le atrae los Toms), quienes se definen de acuerdo a quienes encuentran sexualmente atractivo.

### Dee
Una mujer quien se viste y actúa de manera femenina thai tradicional, usualmente de manera exagerada para resaltar su feminidad. Si es que es plenamente homosexual o es posible tener tendencias bisexuales, no está claro, pero su atracción hacia el mismo sexo se acentúa por ser hacia los Toms.

### Relaciones
Las relaciones son un elemento más de su identidad, al considerar si un camino o dos vías, o sea, los roles sexuales que se ven dentro de la pareja, dividido entre el recibidor o el receptor. Por lo general, TomDee es de una dirección, donde el tom no es una especie de sugar-daddy y la mantiene de manera material y psicológica, pero no acepta el mismo aprecio devuelta. Además, está presente la noción rey y reina, cuando la pareja quienes van en ambos sentidos.

## Kathoey
En el país existen los Kathoey, los cuales son mujeres transexuales u hombres homosexuales con características extremadamente femeninas. Por lo general la cultura thai los considera un tercer género bien inmerso en la cultura. Otras denominaciones son phuying (mujer) o phuying praphet song (un segundo tipo de mujer), con la terminología occidental más común siendo ladyboy. Por lo general, el reconocimiento empieza desde jóvenes con el tratamiento hormonal, los cuales son legales y fáciles de acceder. Aquellos que logran reunir el dinero se operan para verse femeninas, hasta que puedan permitir invertir en vaginoplastia. Ya que son tolerados por la sociedad, existe una diversidad de establecimientos quienes se centran en la cultura kathoey.

## Estatus legal
La homosexualidad fue descriminalizada en 1956, aunque nunca se supo cómo tratar los casos de sodomía y por ende hubo poco problema al respecto. Recién en 2005 dejó de considerarse un defecto mental, finalmente permitiendo que aquellos quienes se identifican de tal manera puedan entrar a hacer servicio militar.

### Reconocimiento
El matrimonio homosexual está permitido  desde el 23 de enero de 2025; y también pueden adoptar ya sea conjuntamente o como solteros.
En caso de que se desee cambiar su identidad de género en el carnet, deben primero proporcionan un documento médico certificando de la  cirugía de reasignación de sexo: un procedimiento común en Tailandia legal para aquellos mayores de 18 con consentimiento de los padres, o 20 años. Además, es necesario dos certificados psiquiatras (de los cuales uno debe ser tailandés) que indique que la cirugía es un procedimiento médico recomendable. Sin embargo, el sexo femenino-masculino es una cirugía mucho menos accesible y más costoso que el de hombre-mujer.
Eso si, no se puede ignorar la falta de protección cual criminaliza el abuso externo por la identidad de género y aunque nada prohíbe la cobertura de los medios LGBT, tienden a ser o censuraros o desnacionalizados, o  simplemente considerar pornografía directa.

### Encarcelación
Tailandia es uno de los pocos países en el mundo donde aquellos quienes pertenecen a la comunidad LGBT son separados del resto de los encarcelados, de acuerdo a su género u orientación, para mayor protección. Existen planes para construir una prisión -Minburi Remand- exclusivamente para tales individuos, aunque ha habido cierto debate sobre los efectos del traslado. Según el Departamento de Corrección, hay 4,448 presos LGBT en el país: donde1,804 son katoey, 352 son homosexuales, 1,247 son Tom y 1,011 son Dee.

## Sociedad
La sociedad thai tiende a rechazar los movimientos LGBT, obligando a estos grupos a ser marginados dentro de su propia sociedad. Originalmente la terminología usada para designar tales personas; tercer género, Tom, Dee, gay, kathoey, khon kham phet, lesbianas, bisexual; eran originalmente usado de forma degradadoras, pero eventualmente terminaron siendo terminologías intercambiables. Aun cuando hay un fuerte rechazo moral, hay altos niveles de tolerancia con la condición que mantengan su estilo de vida en privado. No obstante, es bastante fácil que la gente haga saber su disgusto de manera violenta.[cita requerida]
Siguiendo esta lógica, la aceptación familiar tiende a ser  uno de los pasos más difíciles, pues la base de la sociedad thai se centra en traer honor y respetabilidad a la familia. Esto los disuade de salir públicamente por años, por miedo de ser echado del hogar. Las ocasiones donde esto no causa rechazo, se destaca que los hijos son permitidos quedarse en el hogar con cierto grado de aceptación siempre y cuando ellos puedan cumplir sus obligaciones familiares, como apoyo financiero y cuidar de sus padres; cuando su orientación no se interponga con sus deberes.[cita requerida]

## Religión
La religión es un factor importante que contribuye a la comprensión y percepción de la sociedad tailandesa hacia la orientación sexual y la identidad de género: siendo un país religiosamente homogéneo en el que el 94,6% de la población se adscribe al budismo theravada , después el 4,6% es musulmana, y el resto son pertenecientes a cristianismo, hinduismo y de otras religiones.
Centrándose en la visión del budismo, se destaca que para transcender a nirvana se debe abandonar toda forma de sexualidad, especialmente en los hombres. De esta base, los más conservadores tienden a tener dos visiones sobre la homosexualidad: que nacieron así y que están siendo castigados por pecados de vidas pasadas, a través del karma y reencarnación; o que la homosexualidad es una decisión consiente, con visiones mucho más marcados sobre los roles masculino-femeninos, que la decisión tomada es inmoral y perversa.